# جلبي (تركيا)
جلبي (بالتركية: Çelebi) هي مدينة تابعة لمحافظة قيريقكالي في منطقة وسط الأناضول تركيا. يبلغ عدد سكانها 7210 نسمة حسب إحصاء عام 2000.